# Štúr (planetka)
(3393) Štúr je planetka, kterou objevil Milan Antal v časných ranních hodinách dne 28. listopadu 1984 během svého pobytu na maďarském observatoři Piszkéstetõ. Je pojmenována po Ludvíku Štúrovi.

## Okolnosti objevu
Planetka se v čase objevu nacházela na hranici souhvězdí Orionu (Orion) a Jednorožec (Monoceros), asi 4,6° východně od hvězdy {\displaystyle \mu } Ori (+4,4 mag). Měla zdánlivou fotografickou jasnost +17,3 mag a byla 49. planetkou objevenou v druhé polovině listopadu 1984.
Svědčí o tom i její předběžné označení 1984 WY1, které dostala krátce po objevu.
Planetka byla na této observatoři pozorována (pravděpodobně M. Antalem) i v dalších 4 nocích a celkově bylo změřených 13 pozic, později posláno do MPC. Naposledy byla planetka pozorována ráno 4. prosince 1984.

## Dráha
Planetka obíhá kolem Slunce v střední vzdálenosti 387 mil. km po téměř kruhové dráze s dobou oběhu 4,16 roku (1519 dní). K Zemi se přibližuje na minimální vzdálenost 213 mil. kilometrů a její velikost je odhadována na 11 km.
Číslování planetky bylo zveřejněno v cirkuláři MPC č. 10514 vydaném dne 26. března 1986.

## Pojmenování
Planetka je pojmenována po Ľudovítu Štúrovi, vedoucí osobnosti národně obrozeneckého hnutí Slováků a autora gramatiky spisovné slovenštiny.
Jméno planetky se stalo oficiálním po zveřejnění v cirkuláři MPC č. 13608 vydaném dne 25. září 1988 Mezinárodní astronomickou unií.